# Leeches!
Leeches! é um filme estadunidense de 2003, do gênero horror (gênero), dirigido por David DeCoteau.

## Sumário
Membros  da equipe de natação da faculdade resolvem tomar anabolizantes para melhorar sua performance. Enquanto nadam em um lago local, dois nadadores são atacados por sanguessugas, que se alimentam do sangue com esteroides.  Enquanto os dois nadadores tomam banho e retiram as sanguessugas, estas vão parar na rede de esgoto e crescem devido aos medicamentos tomados pelos nadadores.